# Curling em cadeira de rodas nos Jogos Paraolímpicos
O curling em cadeira de rodas é disputado nos Jogos Paraolímpicos de Inverno desde a edição de Turim 2006.

## Resultados
| Ano                       | Final      | Final  | Final             |                  | Disputa do bronze | Disputa do bronze  | Disputa do bronze |
| Ano                       | Ouro       | Placar | Prata             | Bronze           | Placar            | Quarto colocado    |                   |
| ------------------------- | ---------- | ------ | ----------------- | ---------------- | ----------------- | ------------------ | ----------------- |
| Turim 2006 (detalhes)     | CAN Canadá | 7 - 4  | GBR Grã-Bretanha  | SWE Suécia       | 10 - 2            | NOR Noruega        |                   |
| Vancouver 2010 (detalhes) | CAN Canadá | 8 - 7  | KOR Coreia do Sul | SWE Suécia       | 7 - 5             | USA Estados Unidos |                   |
| Sóchi 2014 (detalhes)     | CAN Canadá | 8 - 3  | RUS Rússia        | GBR Grã-Bretanha | 7 - 5             | CHN China          |                   |

## Quadro geral de medalhas
| Ordem | País              | Medalha de ouro | Medalha de prata | Medalha de bronze |   |
| ----- | ----------------- | --------------- | ---------------- | ----------------- | - |
| 1     | CAN Canadá        | 3               |                  |                   | 3 |
| 2     | GBR Grã-Bretanha  |                 | 1                | 1                 | 2 |
| 3     | KOR Coreia do Sul |                 | 1                |                   | 1 |
|       | RUS Rússia        |                 | 1                |                   | 1 |
| 5     | SWE Suécia        |                 |                  | 2                 | 2 |
| TOTAL | TOTAL             | 3               | 3                | 3                 | 9 |